# Водлица
Водлица — река в Вытегорском районе Вологодской области России, впадает в озеро Водлицкое. Длина реки — 47 км, площадь водосборного бассейна — 514 км².
Крупнейшие притоки — Робрека (впадает слева, в 46 км от устья), Учейручей, Челмасручей, Горнручей (все впадают справа, в районе деревни Горный Ручей), Пертручей (справа, в 6,5 км от устья).

## Течение
Вытекает из Павшозера на высоте 201,6 м, течёт на север по территории Оштинского сельского поселения. На берегах Водлицы расположены посёлок Горный Ручей, деревни Верхняя Водлица и Нижняя Водлица, недалеко от Нижней Водлицы река пересекает трассу Р37. Высота устья — 33,2 м над уровнем моря.

## Данные водного реестра
По данным государственного водного реестра России относится к Балтийскому бассейновому округу, водохозяйственный участок реки — Бассейн Онежского озера без рр. Шуя, Суна, Водла и Вытегра, речной подбассейн реки — Свирь (включая реки бассейна Онежского озера). Относится к речному бассейну реки Нева (включая бассейны рек Онежского и Ладожского озера).
Код объекта в государственном водном реестре — 01040100612102000017918.